# Реблинг, Эберхард
Эберха́рд Ре́блинг (нем. Eberhard Rebling; 4 декабря 1911, Берлин — 2 августа 2008, Кёнигс-Вустерхаузен) — немецкий пианист, музыковед и музыкальный критик. Коммунист, участник движения Сопротивления в Нидерландах. Ректор Берлинской высшей школы музыки имени Эйслера.

## Биография
Реблинг, родившийся в семье прусского офицера, начал учиться игре на фортепиано в семь лет. Брал уроки у Лидии Ленц и в 1929 году завоевал первую премию конкурса исполнителей Немецкого союза художников. По окончании школы Реблинг учился музыке у Фридриха Блуме, Курта Закса и Эриха Морица фон Хорнбостеля, а также изучал германистику и философию в Берлинском университете. В 1932 году увидел на сцене Эрнста Буша и Ханса Эйслера, познакомился с творчеством нидерландского искусствоведа Лео Балета и увлёкся марксизмом. Он также познакомился с Дьёрдем Лукачем и Андором Габором. В 1933 году стал свидетелем пожара в Рейхстаге и под впечатлением этих событий вступил в Коммунистическую партию Германии. В 1935 году защитил докторскую диссертацию на тему «Социологические основы стилистических изменений в музыке Германии в середине XVIII века».
В 1936 году Реблинг, находившийся в оппозиции к национал-социалистам, был вынужден эмигрировать в Гаагу. В том же году в Страсбурге и Лейдене был издан совместный труд Реблинга и Балета «Обуржуазивание немецкого искусства, литературы и музыки в XVIII веке». В 1937 году Реблинг отправился в качестве аккомпаниатора на гастроли с небольшой танцевальной труппой на Яву и Суматру. В том же году Эберхард Реблинг познакомился со своей будущей супругой Лин Ялдати.
Реблинг принимал активное участие в музыкальной культуре Нидерландов как пианист, музыкальный критик и музыковед. Он публиковался в музыкальных изданиях, выступал с докладами в народных университетах и в Высшей художественной школе в Гааге.
В начале 1943 года Эберхард Реблинг приобрёл в Нидерландах на подставное имя дом, чтобы дать пристанище в нём более чем 20 еврейским беженцам. Укрытие было обнаружено в 1944 году, Реблинг был арестован гестапо и приговорён к смерти. Ему удалось бежать, но большая часть живших в доме евреев была арестована и отправлена в концентрационные лагеря. Среди них оказалась и его супруга Лин, пережившая заключение в концентрационных лагерях Вестерборк, Освенцим и Берген-Бельзен. В 1945 году супруги воссоединились. Шести из прятавшихся у них евреев пережить Холокост не удалось. За свою помощь еврейским беженцам 11 октября 2007 года в мемориале Холокоста Яд ва-Шем Эберхарду Реблингу было присвоено звание праведника мира. В 1945 году Реблинг познакомился с Отто Генрихом Франком, отцом Анны Франк. С выступлениями в память об Анне Франк Реблинг и Лин Ялдати объехали Западную Германию, Израиль и США.
По окончании британской оккупации Нидерландов Реблинг получил должность музыкального редактора ежедневной газеты Коммунистической партии Нидерландов De Waarheid. В 1946 году он вступил в КПН.
В 1951 году министр народного образования ГДР Пауль Вандель убедил Реблинга переехать в ГДР. В 1952 году Реблинг с женой и дочерьми Катинкой и Ялдой поселился в Восточном Берлине. В 1960 году Эберхард Реблинг вступил в СЕПГ.
В 1952—1959 годах Реблинг работал на должности шеф-редактора газеты Musik und Gesellschaft, в 1957 году стал одним из шеф-редакторов музыкального журнала Melodie und Rhythmus. В 1959 году он получил звание профессора и должность ректора Берлинской высшей школы музыки, получившей благодаря его стараниям имя Ханса Эйслера. Реблинг интересовался балетом и после многочисленных поездок и отставки выпустил в 1976 несколько подробных сочинений о танцевальном искусстве Индии и Индонезии. Свой архив в 2002 году он передал Берлинской академии искусств.
С 1963 года Реблинг избирался депутатом Народной палаты ГДР, состоял в Научно-исследовательском совете по профессиональному музыкальному образованию при министерстве культуры ГДР. Член Совета мира ГДР и президиума Культурного союза ГДР, до конца жизни состоял членом Партии демократического социализма и впоследствии Левой партии, выступал с воспоминаниями о событиях своей жизни. Похоронен рядом с супругой на Доротеенштадтском кладбище в Берлине.
Младшая дочь Эберхарда Реблинга Ялда стала певицей, старшая дочь Катинка — скрипачка и музыковед.